# Dominikánský klášter (Opava)
Dominikánský klášter v Opavě je bývalý klášter, jehož budova stojí v centru města mezi ulicemi Pekařskou, Solnou a Mnišskou. Společně s kostelem sv. Václava je chráněn jako kulturní památka pod rejstříkovým číslem 34629/8-1307.

## Historie

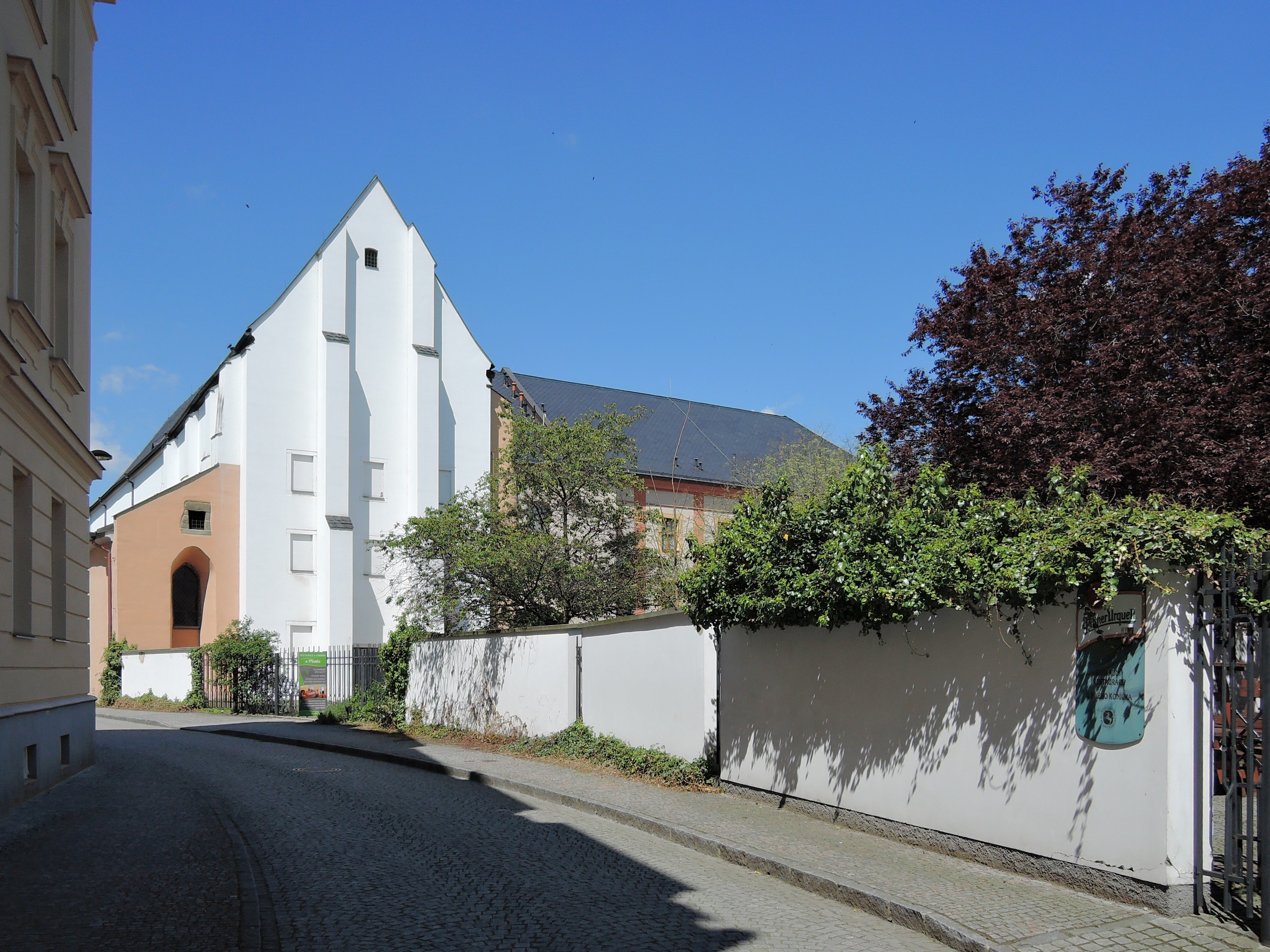
Klášter po rekonstrukci

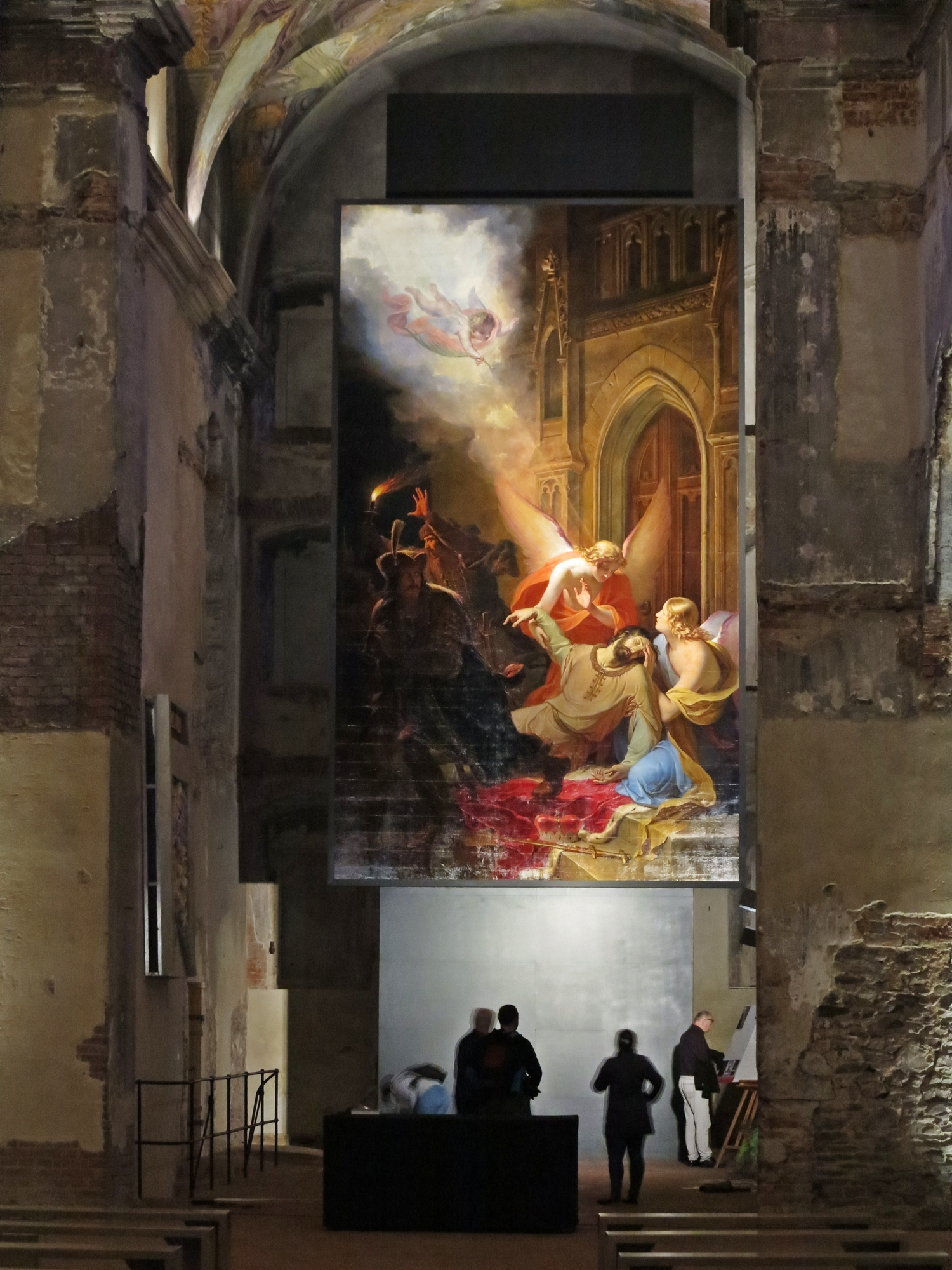
Instalace s obrazem Antona Pettera Zavraždění svatého Václava

### Vznik kláštera
Klášter založil 1. září 1291 opavský kníže Mikuláš I. Opavský v severní části města nedaleko městských hradeb. Dne 7. června 1321 se v klášteře konala provinciální kapitula české dominikánské provincie, což předpokládá alespoň částečné dokončení kláštera.

### Reformace a protireformace
V roce 1542 celé osazenstvo kláštera včetně převora Leonharda Cypsensia zemřelo na mor. Protestantští opavští měšťané využili situace a pustý klášter zabrali. Přitom se zmocnili všech klášterních i kostelních cenností i klášterního archivu.
Ve dnech 9. a 14. června 1556 postihly Opavu dva požáry, přičemž při prvním z nich vyhořel i dominikánský klášter. Požáry údajně založila žhářská skupina ve službách Francie a Osmanské říše. Protože na důkladnou opravu kláštera se nedostávalo prostředků, byl klášter opraven jen provizorně.
Na konci října 1569 navštívil Opavu olomoucký biskup Vilém Prusínovský, aby vyřešil všechny sporné záležitosti.
V únoru 1585 vpadl rozvášněný dav opavských měšťanů do kláštera. Klášter byl vydrancován a dominikány od smrti zachránili někteří šlechtici, kteří se měšťanům postavili na odpor.
Rozvoj kláštera a snaha o zřízení řádového studia vyžadoval celkovou přestavbu kláštera. Aby dominikáni získali dostatečný prostor pro rozšíření kláštera dohodli se, že novostavbě ustoupí pět solných krámů stojících v sousedství budovy konventu. Po odstranění solných krámů začala stavba 5. dubna 1723. Přípravné práce vedl pravděpodobně opavský stavitel Jan Jiří Hausrücker, kterého ale brzy nahradil jeho spolupracovník Josef Rieth. S ním uzavřel převor smlouvu podle které měl vystavět dvoupatrovou budovu obrácenou průčelím do Solné ulice a bočními křídly na východ a západ. Za odvedenou práci měl dostat 700 zlatých, 3 šefly žita a 3 sudy piva. S tesařem Jakubem Wildnerem pak dominikáni uzavřeli smlouvu na postavení dvojité pultové střechy na nové budově. Za to měl obdržet 180 zlatých, 3 šefly žita, 2 šefly ječmene a bečky piva. Stavební práce probíhaly do listopadu 1723 a po krátkém přerušení pokračovaly od února 1724. Veškeré práce na nové budově byly dokončeny do října 1724. Předpokládané náklady na novostavbu byly celkově překročeny o 128 zlatých.

### Zrušení kláštera
Velké zadlužení kláštera vedlo k tomu, že nakonec sami dominikáni žádali o zrušení kláštera. Dne 14. března 1786 napsali převor Sigisbert Sigl a podpřevor Petr Müller moravskoslezskému guberniu, že klášter nemá dost peněz na výživu a ošacení svých členů a věřitelé hrozí podáním žalob. Podle návrhu provinciála dominikánů Jakuba Schantla měli být opavští dominikáni umístěni do jiných klášterů, ale pro obtíže s rušením jiných dominikánských klášterů mělo být zrušení opavského kláštera prozatím odloženo. Nakonec císař Josef II. 17. června 1786 rozhodl o zrušení kláštera. V rámci likvidace kláštera byl sepsán veškerý majetek kláštera. Sepsány byly také cennosti klášterního kostela sv. Václava. Byly zinventarizovány i klášterní dvory na Jaktařském předměstí a v Mokrých Lazcích a klášterní pivovar na rohu Pekařské a Solné ulice. Dne 20. října 1786 byla v klášterním kostele naposledy sloužena mše a po jejím skončení došlo k předání veškerého zbývajícího majetku novému správci. Tím bylo ukončeno takřka pět století působení dominikánského řádu v Opavě.

### Boj o záchranu kláštera
| „                                                             | Na základě usnesení okresního aktivu pro památky a muzea a jednání na odboru školství a kultury ONV v Opavě a v souladu se stanoviskem příslušných orgánů MěstNV Opava navrhuji, aby bylo prostřednictvím KNV v Ostravě požádáno Ministerstvo školství a kultury o vypsání dominikánského kláštera ze státního seznamu památek. Jako důvody uvádím katastrofální technický stav budovy, malou uměleckou hodnotu (způsobenou častými přestavbami v minulosti), neaktuálnost původně navrhovaného využití budovy pro umístění Slezského muzea. Závažný důvod vidím také v tom, že přes několikeré jednání na úrovni okresu a kraje nebude možno v příštích letech zajistit potřebnou částku na realizaci původně zpracovaného projektu. Demolicí kláštera by podle názoru odborníků byl uvolněn prostor v okolí umělecky cenného kostela sv. Václava tak, že by jeho hodnota ještě více vynikla. | “ |
| — Ze stanoviska inspektora kultury ONV Opava Miroslava Malury | |   |

V roce 2007 přešel klášter spolu s kostelem sv. Václava do správy Opavské kulturní organizace.